# HOAP (ロボット)
HOAPシリーズは、富士通オートメーションによって開発された研究用ヒューマノイドロボットのプラットフォーム。HOAPとは「Humanoid for Open Architecture Platform」の略称。
「人間協調・共存型ロボットシステム」(HRP)の仮想ロボットシミュレータの計算結果を検証するために開発された 小型ヒューマノイドをベースに、低価格化とオープンアーキテクチャを実現して商品化したもの。

## 歴史
2001年、富士通は本格的な研究開発用人間型ロボットとして国内で初めてHOAP-1を商品化した。2003年にHOAP-2が、2005年にHOAP-3が発売された。

## HOAP-1
HOAP-1の身長は480mm、重量は約6.0kg。DCブラシレスモータを使用。OSはRT Linuxを採用し、ユーザが自由にプログラミングできる。USBによる体内バスで分散制御を行っており、機能拡張が可能。シミュレータが添付され、プログラム開発の動作検証を行うことができる。

## HOAP-2

### 仕様
HOAP-2の身長は500mm、重量は約7.0kg。腰、首、手に自由度の追加とモータユニットの強化を行い、モータに電流制御モードを追加して滑らかな動作が可能となった。2003年12月には運動生成ソフトウェア「NueROMA」も販売し、ニューラルネットワークを用いて力学的専門知識がなくても運動生成が可能となった。 2007年にはHOAP-2のモデルがロボカップ#シミュレーションリーグに採用された。

### 機能
NueROMAはニューロン自体には非線形性を持たず摂動を用いて神経振動子を実現し、物のある方向に顔を向けて掴み字を書く、相撲の四股を踏むなどが可能。HOAP-2を用いた研究の例としては、ステレオカメラによる距離計測でボール付近へ移動しパターゴルフを実現する研究やホワイトボードに書かれた文字を消す技能の獲得を通じた人型ロボットにおけるハイブリッド制御の研究が挙げられる。

## HOAP-3
HOAP-3の身長は60cm、体重は8.8kg。可動軸を首、手に追加し、CCDセンサー、マイク、スピーカー、LED、測距センサー、把持力センサーを追加。音声認識、音声合成、画像認識、無線制御などが行える。